# Han Diekmann
Johann Heinrich Diekmann (Ámsterdam, 29 de julio de 1896 - Heemstede, 12 de noviembre de 1989), más conocido como Han Diekmann, fue un empresario y activista gay neerlandés.
Diekmann, de padre alemán, creció en un orfanato del Ejército de Salvación, ya que su madre no tenía los medios para criarlo. Tras sus estudios primarios, decidió convertirse en soldado del Ejército de Salvación, hasta 1923, cuando con 27 años se enamoró de un joven de 16. Esta relación ilegal se mantuvo hasta que su casera lo denunció y Diekmann fue interrogado por la policía antivicio. El hecho no tuvo más consecuencias, más que el joven fue enviado a un internado para ser «reformado». A pesar de su cristianismo y su lucha contra sus deseos homosexuales, una segunda relación con un menor lo llevó a problemas económicos y a una sentencia de tres meses de prisión, tras lo que fue colocado bajo la supervisión del estado en el ala de psicópatas de un hospital psiquiátrico de Leiden. Tras declarar que «ya no quería ser gay», los médicos lo declararon curado y fue dado de alta en 1930. Diekmann se refugió inmediatamente en Bélgica, donde se convirtió en un hombre de negocios y olvidó todo el asunto.
En 1939-1940, junto con «Bob Angelo» —seudónimo de Niek Engelschman— y «Arent van Santhorst» —seudónimo de Jaap van Leeuwen—, fundó la primera revista realizada por y para los homosexuales en los Países Bajos, Levensrecht. El impulso inicial provino del joven Engelschman de 25 años, pero no podría haberse realizado sin el dinero, la casa y la máquina de estarcido de Diekmann, su amante en ese momento. El nombre, dirección y número de cuenta de Diekmann, como editor y tesorero, aparecían en la revista y era el único que colaboraba con su nombre real. Problemas con la policía y la edición del primer número casi acabaron con la publicación y acabaron definitivamente con la relación entre Diekmann y Engelschman. Sólo se llegaron a publicar dos números, el tercero no pudo ser distribuido por la invasión alemana de los Países Bajos en 1940. La documentación fue destruida y los participantes cortaron todo contacto entre sí hasta pasada la Guerra.
Durante la Guerra, Diekmann se trasladó primero a Haarlem y en 1943 tuvo que pasarse a la clandestinidad en Ámsterdam, huyendo de los trabajos forzados organizados por los nazis para hombres neerlandeses. Detenido en una redada, fue enviado al campo de Amersfoort por sospechoso de comunista, para pasar posteriormente a trabajar de supervisor y administrador de la fábrica de Messerschmitt en Stuttgart. Consiguió sobrevivir a la Guerra y regresó a Haarlem en junio de 1945.
Engelschman publicó el cuarto número de Levensrecht en 1946, sin mención y sin aviso a Diekmann, que se sintió marginado. Con el tiempo Diekmann llegó a colaborar con el círculo de lectores de la revista, el Wetenschappelijk, Cultureel- & Ontspanningscentrum de Shakespeare Club, precursor de la más importante asociación LGBT de los Países Bajos, COC. En 1951 Diekmann abrió una división del COC en Haarlem. En 1956 fue nombrado miembro honorario del COC.